# شون فرازير
شون فرازير (بالإنجليزية: Shaun Fraser)‏ (30 يونيو 1993 باسكتلندا في المملكة المتحدة - ) هو لاعب كرة قدم بريطاني في مركز الهجوم. لعب مع نادي بارتيك ثيسل ونادي ستنهاوسموير وإيرفين ميدو XI ‏ ونادي كوينز بارك.

## وصلات خارجية
- شون فرازير على موقع قاعدة بيانات كرة القدم.إي يو (الإنجليزية)
- شون فرازير على موقع Soccerbase.com (لاعب) (الإنجليزية)
- شون فرازير على موقع Soccerway.com (الإنجليزية)